# Рулька

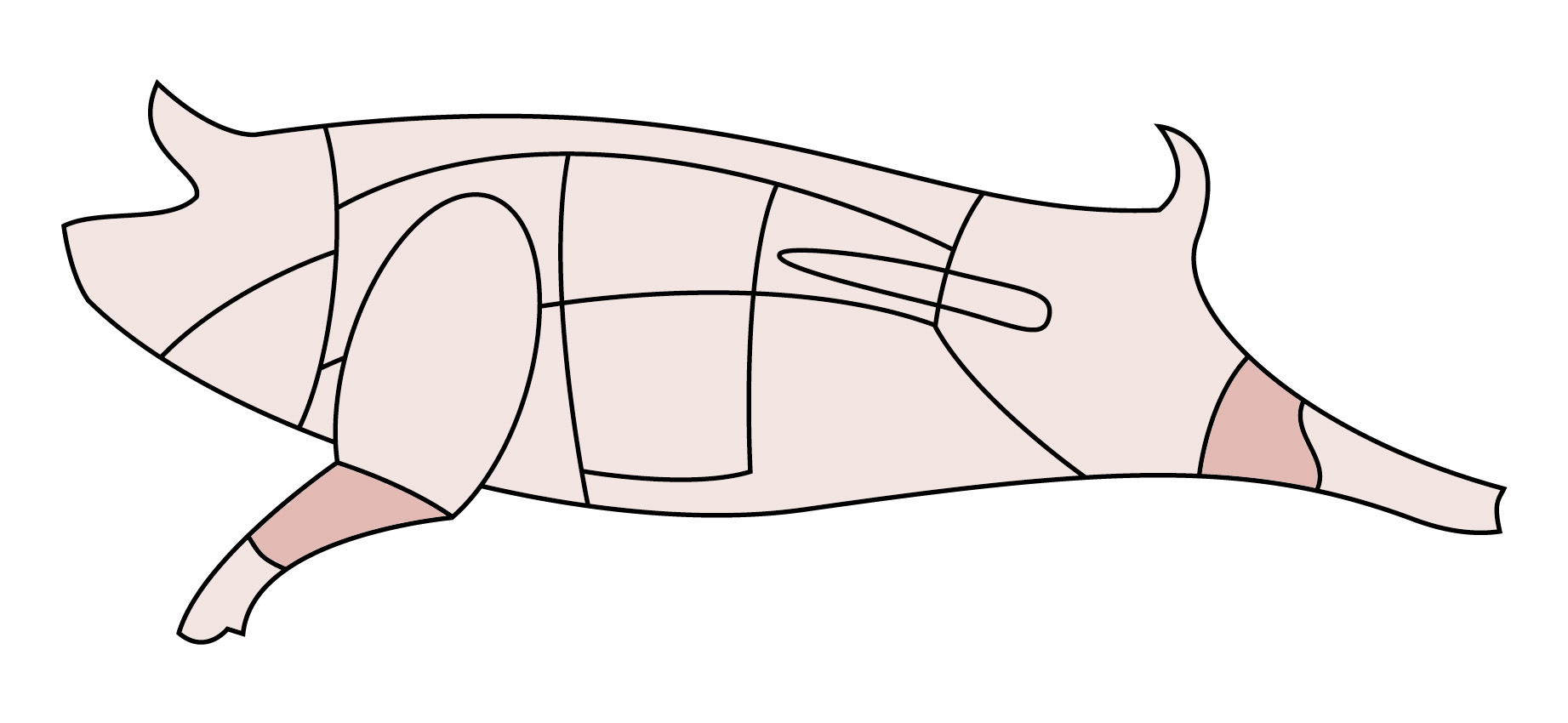
Місце рульки у свинячій туші

Рулька (свиняча гомілка) — частина свинячого стегна (сирого або копченого), що прилягає до колінного суглоба; передпліччя.
Складається зі сполучних тканин та грубих м'язів.
Рулька використовується для приготування других гарячих страв. Частіше беруть задню частину, вона м'ясистіша, передня зазвичай йде на приготування супів і холодців.
М'ясо на рульці має рясні жирові прошарки та покрите товстим шаром жиру, воно дуже ніжне й ароматне, але вимагає тривалої термічної обробки.

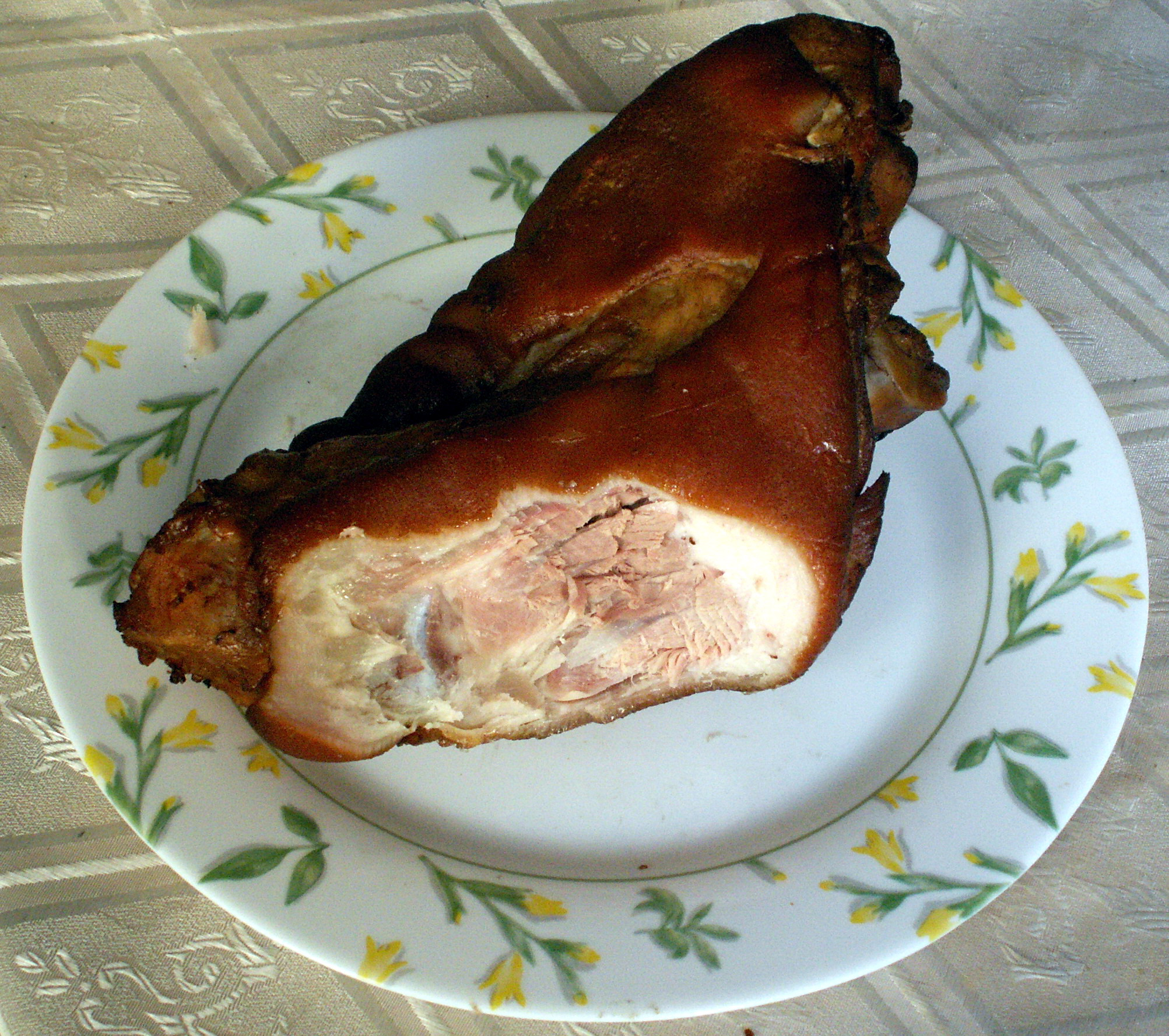
Копчена свиняча рулька
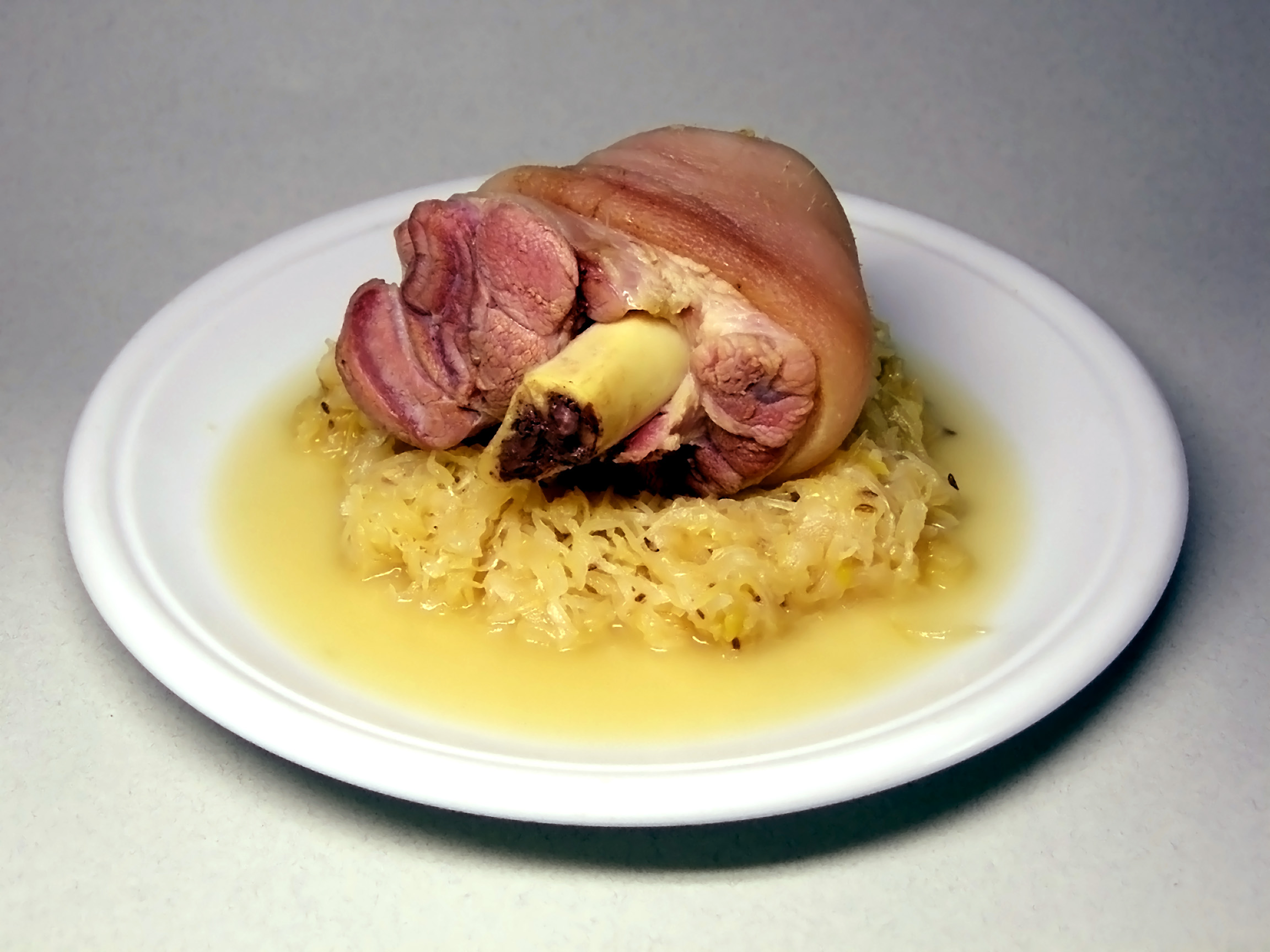
Айсбайн
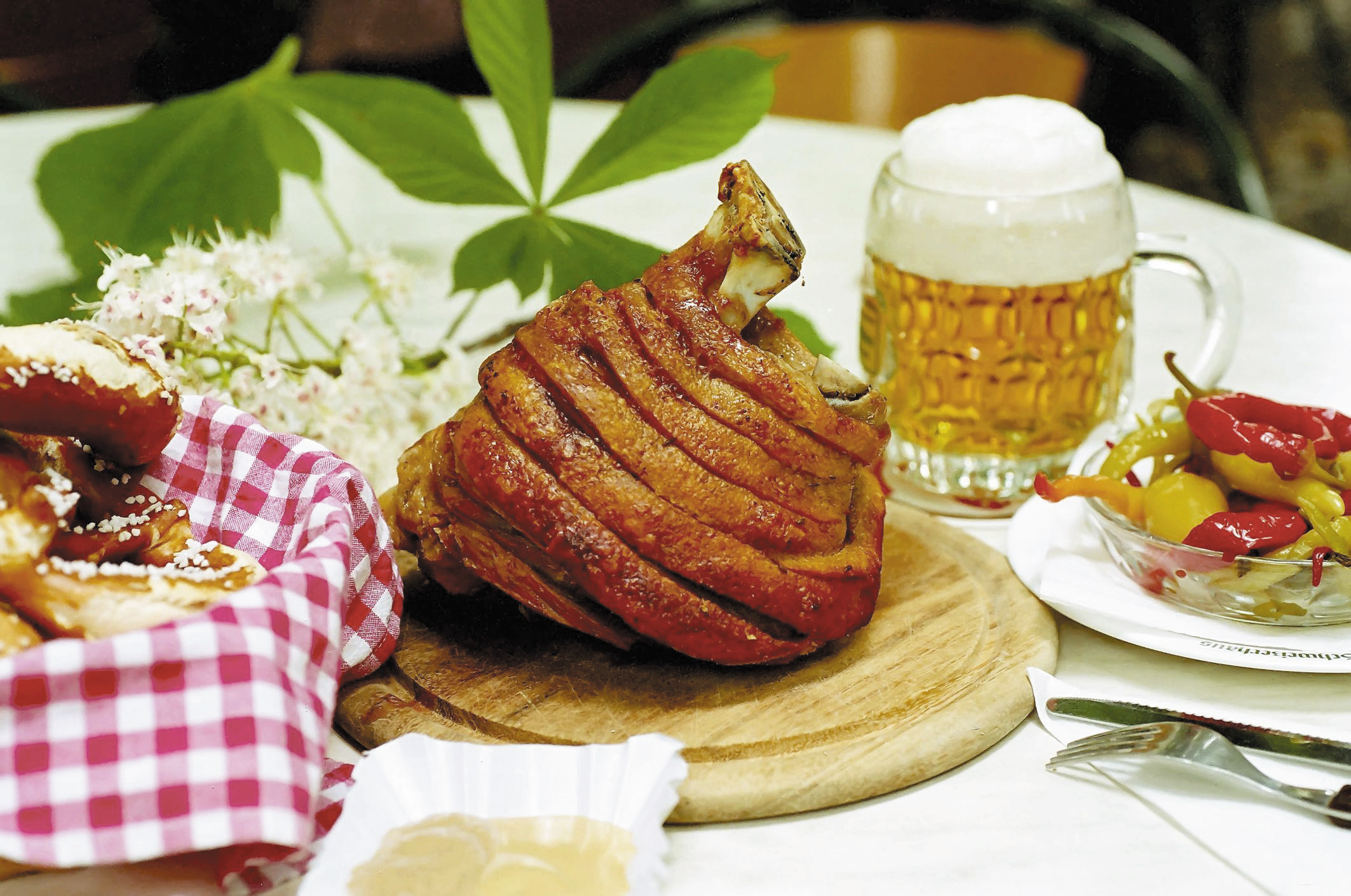
Запечена свиняча рулька

## Страви з рульки
- Гороховий суп з копченим кермом.
- Айсбайн (нім. Eisbein) — тушкована рулька з кислою капустою.
- Запечена свиняча ніжка.
- Рулька в соєвому соусі
- Штельце — рульку перед запіканням відварюють в часниково-тмінному бульйоні